# Ungarische Badmintonmeisterschaft 2009
Die Ungarische Badmintonmeisterschaft 2009 fand am 25. und 26. April 2009 in Debrecen statt.

## Sieger und Platzierte
| Disziplin    | Gold                              | Silber                              | Bronze                             |
| ------------ | --------------------------------- | ----------------------------------- | ---------------------------------- |
| Herreneinzel | Henrik Tóth                       | Kristóf Horváth                     | András Németh                      |
| Herreneinzel | Henrik Tóth                       | Kristóf Horváth                     | Balázs Pusztai                     |
| Dameneinzel  | Orsolya Varga                     | Krisztina Ádám                      | Sarolta Varga                      |
| Dameneinzel  | Orsolya Varga                     | Krisztina Ádám                      | Laura Sárosi                       |
| Herrendoppel | Kristóf Horváth Henrik Tóth       | Norbert Megyesi Dániel Tóth         | Csaba Retkes Ádám Pusztai          |
| Herrendoppel | Kristóf Horváth Henrik Tóth       | Norbert Megyesi Dániel Tóth         | János Márk Megyesi Gergely Révész  |
| Damendoppel  | Melinda Keszthelyi Krisztina Ádám | Csilla Gondáné Fórián Zsuzsa Czifra | Ida Kedves Ágnes Csorba            |
| Damendoppel  | Melinda Keszthelyi Krisztina Ádám | Csilla Gondáné Fórián Zsuzsa Czifra | Zita Bánhegyi Eszter Strobl        |
| Mixed        | Csaba Szikra Krisztina Ádám       | Henrik Tóth Zsuzsanna Kovács        | Márton Szatzker Sára Fekete        |
| Mixed        | Csaba Szikra Krisztina Ádám       | Henrik Tóth Zsuzsanna Kovács        | Balázs Boros Csilla Gondáné Fórián |